# Menig
En menig är en soldat utan befälsgrad, som tillhör den lägsta personalkategorin i en militär organisation. 

## Danmark
Motsvaras i Danmark av menig.

## Norge
Motsvaras i Norge av menig.

## Finland
Motsvaras i Finland av sotamies (soldat). Numera används en parallell lägsta grad som hänför sig till vapenslag som t.ex. jääkäri (jägare, infanteriet), tykkimies (kanonjär), viestimies (signalman) eller pioneeri (pionjär). En värnpliktig som inte ännu svurit sin soldated kallas under de första omkring sex veckorna av inledande utbildning alokas (rekryt). Finland har ett svenskspråkigt truppförband och officiella gradbeteckningar också på svenska.

## Frankrike
I den franska armén av Soldat de 2ème classe och Soldat de 1ère classe.

## Irland
I den irländska armén är en Recruit en menig under allmänmilitär utbildning, en Private 2 Star (Saighdiúr Singil, 2 Réalta) är en menig under befattningsutbildning, en Private 3 Star (Saighdiúr Singil, 3 Réalta) är en utbildad menig.

## Kanada
I den kanadensiska försvarsmakten är en Private (Recruit) en menig under grundutbildning, en Private (Basic) en utbildad menig, en  Private (Trained) en menig efter 30 månaders tjänstgöring.

## Nederländerna
I den nederländska armén är en Soldaat der derde klasse en menig under grundutbildning, Soldaat der tweede klasse en utbildad menig, en Soldaat der eerste klasse en erfaren menig.

## Sverige
I den svenska försvarsmakten tillhör de meniga kompetensnivå 9 och har en tjänstegrad: menig. Då de meniga bar nummer inom respektive kompani eller skvadron kunde de kallas nummerkarlar. De meniga tillhör manskapet, som i vissa länder även omfattar underbefäl.

## Tyskland
I Bundeswehr är en Grenadier en menig under allmänmilitär utbildning, en Gefreiter en menig under befattningsutbildning, en Obergefreiter och Hauptgefreiter en utbildad menig, en Stabsgefreiter och Oberstabsgefreiter en erfaren menig.

## USA
I USA:s armé är en Private (Recruit) en menig under allmänmilitär utbildning, en Private (Basic) en menig under befattningsutbildning, en Private first class en utbildad menig. I USA:s marinkår är motsvarande grader Private, Private first class respektive Lance Corporal. I USA:s flygvapen är motsvarande grader Airman Basic, Airman samt Airman First Class.

## Österrike
I Bundesheer är en Rekrut en menig under grundutbildning, en Gefreiter en menig efter genomförd grundutbildning (6 månader) och en Korporal en menig efter 12 månaders tjänst.